# Чарльз Пітер Беркі
Чарльз Пітер Беркі (25 березня 1867 — 22 квітня 1955) був американським геологом, відомим як засновник дисципліни інженерна геологія, за його роботу на великих дамбах 1930-х років і як головний геолог експедицій у пустелі Гобі в Монголії під керівництвом Роя Чепмена Ендрюса в 1920-х роках.

## Молодість і освіта
Беркі народився в Гошен, Індіана, виріс на фермах Індіани, потім Техасу, а зрештою Міннесоти, закінчивши Фармінгтонську середню школу. Він вступив до Університету Міннесоти в 1889 році, отримавши ступінь бакалавра в 1892 році і продовжуючи отримувати ступінь доктора філософії з геології в 1897 р. (перший, присуджений університетом). Серед його вчителів був Ньютон Горацій Вінчелл (сина якого, Олександра Ньютона Вінчелла, він пізніше сам навчав). Дисертація Беркі стала основоположним посиланням для вивчення Даллів річки Сент-Круа, мальовничої території площею 60 квадратних миль на кордоні Міннесоти та Вісконсіна.